# 極東共和国

極東共和国
Дальневосто́чная Респу́блика (ロシア語)

国歌: Интернационал（ロシア語）
インターナショナル

極東共和国の領土
緑・深緑：最大版図（1920年）
深緑：1920年から1922年の版図

極東共和国（きょくとうきょうわこく、ロシア語: Дальневосточная Республика, Dal'nevostochnaya Respublika）、またはチタ共和国（チタきょうわこく、ロシア語: Читинская Республика, Chitinskaya Respublika）はロシア・ソビエト連邦社会主義共和国が日本のシベリア出兵に対峙すべく建国した傀儡政権、緩衝国である。
現在のブリヤート共和国やハバロフスク地方、アムール州、沿海州、ユダヤ自治州などの極東部を領土としていた。建国当初はカムチャツカ半島やベーリング海峡の沿岸部を領土としていたが、1920年12月30日のロシア・ソビエトとの国境条約でこれらの地域を譲渡した。
首都は当初ヴェルフネウディンスク（現在のウラン・ウデ）に置かれたが、ザバイカル共和国崩壊後の1920年10月以降にはチタに移された。

## 歴史

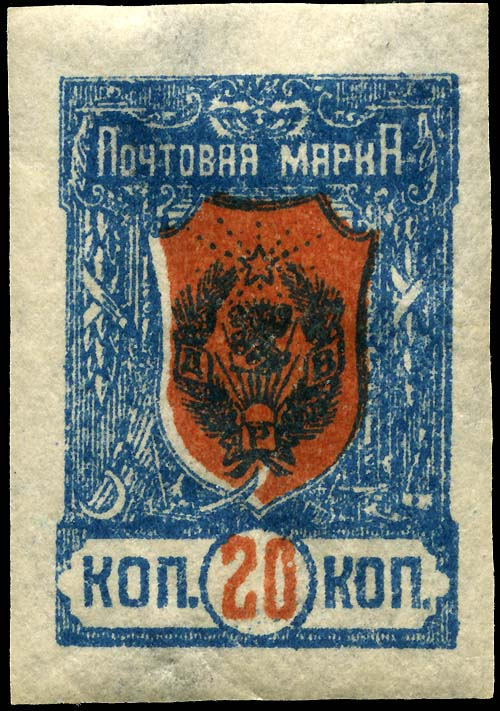
チタで発行された極東共和国の切手

### 建国
1919年に「革命軍によって囚われたチェコ軍団を救出する」という大義名分のもと、実際は社会主義政権打倒を目的としたシベリア出兵が開始され、特にその中核である日本軍がバイカル湖西岸までにいたるシベリア鉄道沿線を中心とするロシア極東地域を占領。しかし、日本が支持した白軍の主力たるコルチャーク軍が1920年1月、赤軍ならびにパルチザンの攻勢により瓦解すると、アメリカの圧力なども加わり日本政府の態度は動揺を始め、シベリアからの撤退も検討されはじめた。
他方、ソビエト政権は国内行政機構および経済機構の混乱のため、ならびにポーランドとの間に高まりつつある戦争の脅威のため、日本との直接対決を避ける必要があった。また、辺境地帯に対する自治または独立の承認（たとえば、ポーランド、バルト三国、フィンランド、ベッサラビアなど）は、ボリシェヴィキ政権の政策と実践に硬く根を下ろしていた。
そのためにブルジョア民主主義を掲げた緩衝政権の樹立を構想し、クラスノシチョーコフを首班として、社会革命党などの協力を得て成立させた。しかし、コルチャークと戦った指導的な赤軍将校ブリュヘルが共和国軍の最初の司令長官となったことからも明らかなように、実際にはボリシェヴィキの影響力が強く、占領を続ける日本軍との対決を続けた。

### セミョーノフの反乱
しかし、右翼分子は極東ロシアに誕生した民主共和国の考え方を否定した。1921年5月26日、日本占領軍の支援を得て白系ロシア人によるクーデターがウラジオストクにて発生した。日本軍は反乱軍を保護し、沿海州でプリアムール臨時政府を樹立した。クーデター直後、コルチャークの後継者に指名されたグリゴリー・セミョーノフはウラジオストクに到着し、自らを最高司令官としたが、日本側から見捨てられその試みは失敗に終わった。

### 解体
1922年10月に日本の占領下であったウラジオストクが陥落すると、日本は北樺太を除くロシア極東から撤退した。よって極東共和国は存在意義を失い、ロシア・ソビエトへ統合されることとなった。